# Дмитриев, Николай Николаевич
Дмитриев Николай Николаевич – доктор сельскохозяйственных наук, доцент, врио ректора Иркутского государственного аграрного университета имени А. А. Ежевского.

## Биография
Дмитриев Николай Николаевич родился в 1962 году в посёлке Залари Заларинского района Иркутской области.
В 1984 году с отличием окончил агрономический факультет Иркутского сельскохозяйственного института по специальности «Агроном».
В ИрГАУ работал в периоды с 1984 по 1993 гг. и с 2001 по 2008 гг, последовательно рос от ассистента до заведующего кафедрой физиологии растений, микробиологии и агрохимии агрономического факультета.
С 2008 - 2016 годы был руководителем ГНУ «Иркутский научно-исследовательский институт сельского хозяйства» СО РАСХН.
С ноября 2016 года по июль 2020 года занимал должность заместителя министра сельского хозяйства Иркутской области.
В 2018 году стал доктором сельскохозяйственных наук, защитив докторскую диссертацию в ФГБОУ ВО Красноярском государственном аграрном университете по специальности 06.01.01. Тема диссертации:  Сравнительная агроэкономическая эффективность традиционных и альтернативных севооборотов в системах земледелия Предбайкалья.
11 сентября 2020 года Министерство сельского хозяйства Российской Федерации  назначило Дмитриева Николая Николаевича временно исполняющим обязанности ректора Иркутского ГАУ.